# Selago monticola
Selago monticola är en flenörtsväxtart som beskrevs av John Medley Wood och Evans. Selago monticola ingår i släktet Selago och familjen flenörtsväxter. Inga underarter finns listade i Catalogue of Life.